# Tostado (Santa Fe)
Tostado ist eine Stadt im Nordwesten der Provinz Santa Fe, Argentinien, 334 km nordwestlich von der Provinzhauptstadt. Es hatte 14.582 Einwohner bei der Volkszählung 2010 [INDEC] und ist die Hauptstadt des Departements Nueve de Julio.